# 托伊比克
49°38′12″N 34°59′20″E / 49.63667°N 34.98889°E
托伊比克（烏克蘭語：Тойбік），是烏克蘭中部的村莊，隸屬波爾塔瓦州的波爾塔瓦區。該村處於科洛馬克河左岸，距離瓦西利夫卡0.5公里，2001年人口53。